# Athletic Club B
 (novembre 2022).
Si vous disposez d'ouvrages ou d'articles de référence ou si vous connaissez des sites web de qualité traitant du thème abordé ici, merci de compléter l'article en donnant les références utiles à sa vérifiabilité et en les liant à la section « Notes et références ».
Maillots
Actualités
L'Athletic Club B (mieux connu sous le nom de Bilbao Athletic) est l'équipe de football réserve de l'Athletic Club, créée en 1964. L'équipe joue depuis cette saison en Primera Federación soit le troisième niveau espagnol. L’équipe joue ses matchs aux Instalaciones de Lezama (es) qui également le lieu d’entrainement de l'équipe première.

## Histoire
| \| Bilbao \| Emplacement de Bilbao, en Espagne. |
| Bilbao                                          |

Le Bilbao Athletic naît en 1938 durant la guerre civile espagnole. La Liga et la Coupe du Roi étant suspendues durant cette période, cette équipe est créée afin de disputer le championnat de la province de Biscaye. L'équipe disparaît par la suite avant de réapparaître en 1964, puisque l'Athletic Bilbao décide de créer une équipe filiale.
En 1966, l'équipe monte en Tercera División soit le troisième niveau espagnol. Elle gagne son groupe dès la première saison, mais échoue en barrage de montée. Après une troisième place la saison suivante, l'équipe termine à la première place en championnat et réussit en 1968-1969 à décrocher la montée en Segunda División lors des play-offs. 
Lors de cette première saison de l'histoire du club au deuxième niveau espagnol, l'équipe termine treizième à la différence particulière et doit donc disputer un barrage de maintien contre Villarreal. Chaque équipe gagne à domicile 2-1. Un match d'appui a alors lieu au Stade Santiago-Bernabéu. Il est perdu sur le score de 1-2, ce qui signifie un retour à l'étage inférieur. Le club atteint les seizièmes de finale de la Copa del Rey lors de cette saison, ce qui constitue sa meilleure performance dans cette compétition.
Entre 1970 et 1973, l'équipe termine dans la première partie de tableau, mais n'est dans la course pour la montée. Lors de la saison 1973-1974, l'équipe doit disputer un barrage de maintien pour se maintenir, qu'elle remportera face au Deportivo Aragón sur un score cumulé de 4-3 (1-1, 3-2). 
Bilbao reste dans cette division jusqu'en 1983, année du titre en Segunda División B, la nouvelle appellation du troisième niveau espagnol. Lors de cette saison 1982-1983, le duo Ricardo Arrien-Julio Salinas marque 43 buts à eux deux pour décrocher le titre et la montée en Segunda División,. Salinas marquera 23 buts lors de la saison suivante en deuxième division. Bilbao obtient son meilleur classement historique lors de cette saison où il termine vice-champion (derrière le Real Madrid Castilla), avec 20 victoires, 10 matchs nuls et 8 défaites. Le club n'obtient toutefois pas de montée en première division, puisque les équipes réserves n'ont pas le droit d'y évoluer,. L'équipe restera au deuxième niveau espagnol jusqu'en 1996 hormis la saison 1988-1989 passée en Segunda División B. 
Après la descente de 1996, le club se stabilise au troisième niveau avant de retrouver la Segunda División après 19 ans d'absence en battant le Cadix CF en barrage de promotion.
Cependant, la saison 2015-2016 est compliquée, puisque les basques sont relégués quatre journées avant la fin.
Durant les cinq saisons suivantes en Segunda División B, Bilbao joue régulièrement la première partie de tableau et dispute trois fois les barrages de promotion en Segunda División. Il s'incline lors du dernier tour en 2020-2021.
À la suite de la réorganisation des compétitions en Espagne, Bilbao B reste au troisième niveau mais la concurrence est plus rude. Bilbao termine quinzième en 2021-2022 puis vingtième et dernier en 2022-2023, synonyme de relégation. Dès la saison suivante, Bilbao retrouve le troisième niveau espagnol en gagnant sa poule en Segunda Federación.

## Palmarès
- Segunda División :
  - Vice-champion : 1984[15]

- Segunda División B :
  - Champion : 1983 et 1989

- Tercera División :
  - Champion : 1967 et 1969

## Saison par saison
| Saison    | Division         | Place | Copa del Rey  |
| --------- | ---------------- | ----- | ------------- |
| 1964-1965 | Segunda Regiona  | 1er   | —             |
| 1965-1966 | Primera Regiona  | 1er   | —             |
| 1966-1967 | Tercera División | 1er   | —             |
| 1967-1968 | Tercera División | 3e    | —             |
| 1968-1969 | Tercera División | 1er   | —             |
| 1969-1970 | Segunda División | 13e   | 16e de finale |
| 1970-1971 | Tercera División | 5e    | 3e tour       |
| 1971-1972 | Tercera División | 9e    | 1er tour      |
| 1972-1973 | Tercera División | 5e    | 3e tour       |
| 1973-1974 | Tercera División | 13e   | 1er tour      |
| 1974-1975 | Tercera División | 8e    | 1er tour      |
| 1975-1976 | Tercera División | 4e    | 2e tour       |

| Saison    | Division           | Place | Copa del Rey |
| --------- | ------------------ | ----- | ------------ |
| 1976-1977 | Tercera División   | 4e    | 1er tour     |
| 1977-1978 | Segunda División B | 5e    | 2e tour      |
| 1978-1979 | Segunda División B | 7e    | 2e tour      |
| 1979-1980 | Segunda División B | 12e   | 2e tour      |
| 1980-1981 | Segunda División B | 3e    | —            |
| 1981-1982 | Segunda División B | 10e   | 2e tour      |
| 1982-1983 | Segunda División B | 1er   | 2e tour      |
| 1983-1984 | Segunda División   | 2e    | 2e tour      |
| 1984-1985 | Segunda División   | 15e   | 1er tour     |
| 1985-1986 | Segunda División   | 7e    | 1er tour     |
| 1986-1987 | Segunda División   | 6e    | 3e tour      |
| 1987-1988 | Segunda División   | 17e   | 4e tour      |

| Saison    | Division           | Place |
| --------- | ------------------ | ----- |
| 1988-1989 | Segunda División B | 1er   |
| 1989-1990 | Segunda División   | 3e    |
| 1990-1991 | Segunda División   | 13e   |
| 1991-1992 | Segunda División   | 13e   |
| 1992-1993 | Segunda División   | 15e   |
| 1993-1994 | Segunda División   | 14e   |
| 1994-1995 | Segunda División   | 16e   |
| 1995-1996 | Segunda División   | 18e   |
| 1996-1997 | Segunda División B | 12e   |
| 1997-1998 | Segunda División B | 2e    |
| 1998-1999 | Segunda División B | 6e    |
| 1999-2000 | Segunda División B | 8e    |
| 2000-2001 | Segunda División B | 6e    |
| 2001-2002 | Segunda División B | 6e    |
| 2002-2003 | Segunda División B | 4e    |
| 2003-2004 | Segunda División B | 11e   |
| 2004-2005 | Segunda División B | 9e    |
| 2005-2006 | Segunda División B | 6e    |
| 2006-2007 | Segunda División B | 15e   |
| 2007-2008 | Segunda División B | 15e   |

| Saison    | Division              | Place   |
| --------- | --------------------- | ------- |
| 2008-2009 | Segunda División B    | 11e     |
| 2009-2010 | Segunda División B    | 15e     |
| 2010-2011 | Segunda División B    | 12e     |
| 2011-2012 | Segunda División B    | 8e      |
| 2012-2013 | Segunda División B    | 3e      |
| 2013-2014 | Segunda División B    | 5e      |
| 2014-2015 | Segunda División B    | 2e      |
| 2015-2016 | Segunda División      | 22e     |
| 2016-2017 | Segunda División B    | 8e      |
| 2017-2018 | Segunda División B    | 4e      |
| 2018-2019 | Segunda División B    | 6e      |
| 2019-2020 | Segunda División B    | 3e      |
| 2020-2021 | Segunda División B    | 2e / 2e |
| 2021-2022 | Primera División RFEF | 15e     |
| 2022-2023 | Primera Federación    | 20e     |
| 2023-2024 | Segunda Federación    | 1er     |
| 2024-2025 | Primera Federación    | 7e      |
| 2025-2026 | Primera Federación    |         |

- 14 saisons en Segunda División (D2)
- 45 saisons en Tercera División[note 1]puis Segunda División B et Primera Federación (D3)
- 2 saisons en Primera Regiona puis Segunda Federación (D4)
- 1 saison en Segunda Regiona (D5)

## Effectif actuel
Effectif 2024-2025
| N° | Nat.                 | Poste | Nom du joueur          |
| -- | -------------------- | ----- | ---------------------- |
| 1  | Drapeau de l'Espagne | G     | Oier Gastesi           |
| 3  | Drapeau de l'Espagne | D     | Jon de Luis            |
| 4  | Drapeau de l'Espagne | D     | Aimar Duñabeitia       |
| 5  | Drapeau de l'Espagne | D     | Eneko Ebro             |
| 6  | Drapeau de l'Espagne | M     | Alejandro Rego         |
| 7  | Drapeau de l'Espagne | M     | Iker Varela            |
| 8  | Drapeau de l'Espagne | M     | Beñat Gerenabarrena () |
| 9  | Drapeau de l'Espagne | A     | Ibai Sanz              |
| 10 | Drapeau de l'Espagne | M     | Ibon Sánchez           |
| 11 | Drapeau de l'Espagne | A     | Aingeru Olabarrieta    |
| 12 | Drapeau de l'Espagne | D     | Javier Elías           |
| 14 | Drapeau de l'Espagne | D     | Ander Izagirre         |
| 15 | Drapeau de l'Espagne | M     | Junior Bita            |

| No. | Nat.                 | Position | Nom du joueur       |
| --- | -------------------- | -------- | ------------------- |
| 17  | Drapeau de l'Espagne | M        | Eneko Aguilar       |
| 18  | Drapeau de l'Espagne | M        | Peio Canales (en)   |
| 19  | Drapeau de l'Espagne | A        | Ekain Azkune        |
| 20  | Drapeau de l'Espagne | D        | Adama Boiro         |
| 21  | Drapeau de l'Espagne | A        | Endika Buján (en)   |
| 22  | Drapeau de l'Espagne | D        | Xabi Irurita        |
| 23  | Drapeau de l'Espagne | A        | Asier Hierro        |
| 24  | Drapeau de la France | D        | Johaneko Louis-Jean |
| 25  | Drapeau de l'Espagne | G        | Mikel Santos        |
| 26  | Drapeau de l'Espagne | A        | Javi Sola           |
| 28  | Drapeau de l'Espagne | M        | Eñaut Lete          |
| 29  | Drapeau de l'Espagne | M        | Ander Peciña        |
| 31  | Drapeau de l'Espagne | A        | Igor Oyono          |